# Geoffrey Wallinger
Sir Geoffrey Arnold Wallinger CBE, KCMG (* 1903; † 5. Juli 1979) war ein britischer Diplomat. Er diente als britischer Hochkommissar im besetzten Nachkriegsösterreich und als britischer Botschafter in der Republik Österreich. Ferner arbeitete er als Botschafter im Königreich Ungarn, im Königreich Thailand und im Königreich Brasilien.

## Leben und Wirken
Seit 1926 im diplomatischen Dienst begann Wallinger seine Karriere in Kairo und Wien.

### Familie
Er heiratete am 6. Juni 1958 Stella Irena Zilliacus. Sie war die Tochter von Konni Zilliacus, finnischer Politiker und Journalist.